# The Pinkprint
The Pinkprint ist das dritte Studioalbum der US-amerikanischen Rapperin Nicki Minaj. Es wurde am 12. Dezember 2014 in Deutschland und weltweit am 15. Dezember veröffentlicht. Das Album stellt einen großen Gegensatz zu ihren anderen Alben dar. Minaj erklärte, dass sie durch das Album zurück zu ihren Hip-Hop gelangen möchte.
Das Album wurde weltweit ein Erfolg, doch erreichte nicht so hohe Chartplatzierungen, wie der Vorgänger Pink Friday: Roman Reloaded. Bei den Grammy Awards 2016 wurde The Pinkprint in der Kategorie Best Rap Album nominiert, unterlag jedoch To Pimp a Butterfly von Kendrick Lamar.

## Singles

### Pills n Potions
Pills n Potions wurde als die Debüt-Single am 21. Mai 2014 veröffentlicht. Das Lied war ein großer Gegensatz zu ihren letzten Singles, da es kein gewöhnlicher Pop/Rap Song war, sondern ein ruhigerer Song.
Minaj kündigte den Song bei den Billboard Music Awards 2014 an und erreichte Platz 24 in den Billboard Hot 100 und Platz 39 in Deutschland.

### Anaconda
Die zweite Single Anaconda wurde am 4. August 2014 veröffentlicht. Der Song erreichte zahlreiche Top-10-Platzierungen, sowie Platz 2 in den USA, was ihre beste Chartplatzierung in ihrer Karriere darstellte.

### Only
Der erste Kollaborations Song wurde am 28. Oktober 2014 veröffentlicht. Der Song beinhaltet Gastbeiträge von Drake, Lil Wayne & Chris Brown. Der Song erreichte Platz 12 in den USA, wurde aber außerhalb der USA zu keinem großen Chartstürmer.

### Bed of Lies
Die Zusammenarbeit mit Skylar Grey wurde am 16. November 2014 veröffentlicht. Minaj sang den Song zum ersten Mal bei den Europe Music Awards 2014 sowie in der Ellen DeGeneres Show und bei den American Music Awards 2014. Der Song erreichte Platz 62 in den USA, doch wurde in den skandinavischen Ländern zu einem kleinen Hit mit Top-10-Platzierungen.

### Truffle Butter
Die fünfte Single Truffle Butter (feat. Drake & Lil Wayne) wurde ein Monat nach dem Albumrelease am 23. Januar 2015 veröffentlicht. Dieser Song war vor dem Single Release nur als Bonustrack für iTunes Nutzer verfügbar. Der Song erreichte als Höchstposition Platz 14 in den Billboard Hot 100.

### The Night Is Still Young
Dieser Pop Song wurde am 12. April 2015 in Europa und am 28. April 2015 in den USA veröffentlicht. Minaj sang den Song, gemeinsam mit Hey Mama, bei den Billboard Music Awards 2015. Als Höchstposition erreichte der Song Platz 31 in den USA.

### Trini Dem Girls
Die letzte Single Trini Dem Girls wurde am 1. September 2015 veröffentlicht. Die Zusammenarbeit mit Lunchmoney Lewis konnte weltweit keinerlei Chartplatzierungen erreichen.

## The Pinkprint Tour
The Pinkprint Tour startete am 16. März 2015 in Europa und endete Anfang 2016.
Minaj bestätigte ihre dritte Tour eine Woche vor dem Albumrelease am 8. Dezember 2014.
Die Tour begann in Europa am 16. März 2015. Im Vorprogramm der Tour traten Trey Songz und Ester Dean auf. Der zweite Teil der Tour begann am 17. Juli 2015 in den USA. Im Vorprogramm der Tour sangen Rae Sremmurd, Meek Mill, Tinashe & DeJ Loaf.
Nach einer längeren Pause kündigte Nicki Minaj zum Abschluss ihrer Tour drei weitere Konzerte in Afrika an.

## Rezeption
Generell bekam The Pinkprint positive Rückmeldungen. Es bekam von AllMusic, der LA Times und vom Rolling Stones Magazin 4 von 5 möglichen Sternen. Das Billboard Magazin sagte zu dem Album:„her best album to date. Minaj was finally able to out-rap herself and purge issues she’s struggled with in private in her most exposed fashion yet.“
Viele Kritiker lobten Minaj für den großen Einblick in ihre Gefühlswelt und für den gelungenen Schritt zurück zu ihren Hip-Hop Wurzeln.
The Pinkprint wurde erreichte außerdem Platz 3 im Ranking der The 40 Best Rap Albums 2014 des Rolling Stones Magazins.

## Titelliste
| Nr. | Titel                                      | Text | Produktion                                                     | Länge |
| --- | ------------------------------------------ | --- | -------------------------------------------------------------- | ----- |
| 1   | All Things Go                              | Onika Maraj, Matthew Samuels, Ester Dean, Anderson Hernandez, Allen Ritter                              | Boi-1da, Vinylz, Ritter                                        | 4:53  |
| 2   | I Lied                                     | Maraj, Michael Williams, Marcus Bell, Dean                                                              | Mike Will Made It, Skooly                                      | 5:04  |
| 3   | The Crying Game (feat. Jessie Ware)        | Maraj, Jessie Ware, Andrew Wansel, Steve Mostyn                                                         | Wansel, Mostyn                                                 | 4:25  |
| 4   | Get On Your Knees (feat. Ariana Grande)    | Maraj, Katy Perry, Chloe Angelides, Lukasz Gottwald, Sarah Hudson, Jacob Hindlin, Henry Walter          | Dr. Luke, Cirkut                                               | 3:36  |
| 5   | Feeling Myself (feat. Beyoncé)             | Maraj, Beyoncé Knowles, Solana Rowe, Chauncey Hollis                                                    | Hit-Boy, Beyoncé                                               | 3:57  |
| 6   | Only (feat. Drake, Lil Wayne, Chris Brown) | Maraj, Aubrey Grah, Dwayne Carter Jr., Jeremy Coleman, Gottwald, Theron Thomas, Timothy Thomas, Walter  | Dr. Luke, Cirkut, JMIKE                                        | 5:12  |
| 7   | Want Some More                             | Maraj, Jeremih Felton, Xavier Dotson, Christian Ward, Leland Wayne                                      | Zaytoven, Hitmaka, Metro Boomin, Nicki Minaj                   | 3:49  |
| 8   | Four Door Aventador                        | Maraj, Asabe Ighile, Parker Ighile                                                                      | Parker                                                         | 3:02  |
| 9   | Favorite (feat. Jeremih)                   | Maraj, Robert Williams, Felton, Daryhl Camper Jr., Rob Holladay, Ward                                   | Camper Jr., Minaj, Holladay                                    | 4:02  |
| 10  | Buy A Heart                                | Maraj, Williams, Ward, Armond Redmen                                                                    | Arch Tha Boss, Hitmaka                                         | 4:15  |
| 11  | Trini Dem Girls (feat. Lunchmoney Lewis)   | Maraj, Coleman, Gottwald, Hindlin, Gamal Lewis, T. Thomas, Alexander Vasquez, Walter                    | Dr. Luke, Cirkut, A.C., JMIKE                                  | 3:53  |
| 12  | Anaconda                                   | Maraj, Jamal Jones, Jonathan Solone-Myvett, Marcos Palacios, Anthony Ray                                | Palow da Don, Anonymous, Da Internz                            | 4:20  |
| 13  | The Night Is Still Young                   | Maraj, Dean, Gottwald, T. Thomas, Donnie Lewis, Walter                                                  | Dr. Luke, Cirkut                                               | 3:47  |
| 14  | Pills n Potions                            | Maraj, Dean, Gottwald, Walter                                                                           | Dr. Luke, Cirkut                                               | 4:27  |
| 15  | Bed of Lies (feat. Skylar Grey)            | Maraj, Holly Haferman, Daniel Johnson, Coleman, Breyen Isaac, Vinay Vyas, Justin Davey, Alexander Grant | Kane Beatz, JMIKE, Alex da Kid, Isaac, T.O.D.A.Y.              | 4:29  |
| 16  | Grand Piano                                | Maraj, Johnson, Dean, William Adams, Keith Harris, Peter Lord                                           | will.i.am, Harris, Beatz, Minaj, T.O.D.A.Y., The Mad Violinist | 4:19  |

### Deluxe Edition
| Nr. | Titel                       | Text                                                                         | Produktion                     | Länge |
| --- | --------------------------- | ---------------------------------------------------------------------------- | ------------------------------ | ----- |
| 17  | Big Daddy (feat. Meek Mill) | Maraj, Williams, Ronald LaTour, Johnny Juliano, Daveon Jackson, Brock Korsan | Cardo, Juliano, Yung Exclusive | 3:19  |
| 18  | Shanghai                    | Maraj, Robert V Sample, Steven Pugh, Irvin Whitlow, Deshawn Kenned, Ward     | Chinza//Fly, Minaj             | 3:39  |
| 19  | Win Again                   | Maraj, Shama Joseph, Lasanna Harris                                          | Joseph                         | 4:10  |

### iTunes Bonus Titel
iTunes Store Bonus Titel
| Nr. | Titel                                    | Text                                        | Produktion | Länge |
| --- | ---------------------------------------- | ------------------------------------------- | ---------- | ----- |
| 20  | Truffle Butter (feat. Drake, Lil’ Wayne) | Maraj, Graham, Carter Jr., Jefferies, Coles | Nineteen85 | 3:39  |

Europa Deluxe Edition
| Nr. | Titel             | Text                                                        | Produktion        | Länge |
| --- | ----------------- | ----------------------------------------------------------- | ----------------- | ----- |
| 21  | Mona Lisa         | Maraj, Noel Fisher, Andre Proctor                           | Detail            | 3:28  |
| 22  | Put You In A Room | Maraj, Proctor, Rasool Diaz, Brian „The Order Soko“, Fisher | The Order, Detail | 2:59  |

Japan Bonus Titel
| Nr. | Titel    | Text                                          | Produktion        | Länge |
| --- | -------- | --------------------------------------------- | ----------------- | ----- |
| 23  | Wamables | Maraj, Proctor, Diaz, Soko, Fisher, Francisco | The Order, Detail | 3:13  |

## Rezeption

### Chartplatzierungen
| ChartsChartplatzierungen       | Höchstplatzierung | Wochen |
| ------------------------------ | ----------------- | ------ |
| Deutschland (GfK)              | 69 (3 Wo.)        | 3      |
| Schweiz (IFPI)                 | 39 (3 Wo.)        | 3      |
| Vereinigte Staaten (Billboard) | 2 (124 Wo.)       | 124    |
| Vereinigtes Königreich (OCC)   | 22 (26 Wo.)       | 26     |

| ChartsJahrescharts (2015)      | Platzierung |
| ------------------------------ | ----------- |
| Vereinigte Staaten (Billboard) | 7           |

### Auszeichnungen für Musikverkäufe
| Land/Region                  | Auszeichnungen für Musikverkäufe (Land/Region, Auszeichnung, Verkäufe) | Verkäufe  |
| ---------------------------- | ---------------------------------------------------------------------- | --------- |
| Australien (ARIA)            | Platin                                                                 | 70.000    |
| Brasilien (PMB)              | 2× Platin                                                              | 80.000    |
| Dänemark (IFPI)              | Platin                                                                 | 20.000    |
| Kanada (MC)                  | 2× Platin                                                              | 160.000   |
| Neuseeland (RMNZ)            | 2× Platin                                                              | 30.000    |
| Polen (ZPAV)                 | Gold                                                                   | 10.000    |
| Schweden (IFPI)              | Gold                                                                   | 20.000    |
| Vereinigte Staaten (RIAA)    | 2× Platin                                                              | 2.000.000 |
| Vereinigtes Königreich (BPI) | Platin                                                                 | 300.000   |
| Insgesamt                    | 2× Gold · 11× Platin ·                                                 | 2.690.000 |

Hauptartikel: Nicki Minaj/Auszeichnungen für Musikverkäufe